# نسوية عالمية
النسوية العالمية، هي نظرية نسوية متوائمة مع النظرية ما بعد الاستعمارية ونسوية ما بعد الاستعمار. تُعنى النسوية العالمية بالحركة المنادية بحقوق المرأة على النطاق العالمي في المقام الأول. تتبنى النسويات العالميات قضايا عالمية وتطلق حركات رامية إلى تفكيك الهياكل الأبوية المهيمنة حاليًا من وجهة نظرهن، وذلك من خلال استخدام عدسات تاريخية مختلفة من تركة الاستعمار. تُعرف النسوية العالمية باسم النسوية الدولية والنسوية الأممية.
قد تستخدم النسويات العالميات مثالين تاريخيين لفضح الهياكل الأبوية القائمة في الجماعات أو المجتمعات المستعمَرة، وهما إسبانيا في العصور الوسطى (منذ أواخر القرن الحادي عشر وحتّى القرن الثالث عشر) وكوبا في القرن التاسع عشر. يرتبط المثال الأول بنساء مجتمعات المدجنين في إسبانيا الإسلامية، اللواتي أُجبرن على تنظيم نشاطهن الاجتماعي بشكل معيّن بموجب قواعد جنسية صارمة. سُمح ببيع النساء المدجنات في سوق العبيد إن انخرطن في نشاط جنسي مع رجل مسيحي، وذلك في محاولة للتهرب من العقوبة المعتبرة. «عانت النساء المدجنات من خطر مضاعف فيما يتعلق بعلاقتهن الجنسية مع المسيحيين [في إسبانيا]»، وذلك نتيجةً لاضطلاعهن بدورين متزامنين بصفتهن صائنات لشرف عائلتهن و«ذوات مكانة وجنسانية محتلتين».
يمكن اعتبار كوبا في القرن التاسع عشر مثالًا على تضافر الاستعمارية والاستعمارية الجديدة في مجتمع عبودي بغية التأثير على حياة المرأة تحت ظل النظام الأبوي، إذ بقيت كوبا «مستعمرةً إسبانيةً في الوقت التي استحملت خلاله علاقةً استعماريةً جديدةً مع الولايات المتحدة». حُكمت مدينة هافانا «من بين جميع المدن الكبرى في الغرب... بقيود اجتماعية صارمة مفروضة على الشريحة الأنثوية من سكانها»، إذ عُرفت هذه المدينة بـ «غياب الشكل الأنثوي» عنها. كانت النساء الكوبيات المنتميات إلى الطبقة العليا بمثابة «تذكير مرئي دائم بالفصل بين مجتمع النخبة الأبيض والشعب الملون الذي حكموه».

## الاستئمام عبر الوطني
تمثلت قضية النساء المهاجرات الرئيسية في حقهن في الأمومة، بينما اشتملت هواجسهن الأخرى على الالتزام القسري بالتحولات المضاعفة، والنضال من أجل تحقيق الاستقلال الفردي، وطمس الحاجز بين حيزيّ العمل الخاص والعام. تفرض ظاهرة الأمومة في زمن عبر وطني ومعاصر قيودًا هيكليةً على النساء المهاجرات. لا تقتصر مشاكل النساء المهاجرات على أرباب العمل المسيئين أو العنف الحميمي وحسب، بل يتوجب عليهن مواجهة قضايا هيكلية متعلقة بحقهن في الأمومة في هذا العصر عبر الوطني. تستغني النساء المهاجرات عن فرصهن في أن يحظين بأمومة مثالية، أي أن يشهدن نشأة أطفالهن وأن يؤدين أدوارهن الجنسانية، إذ يسافرن إلى الخارج ليكنّ عائل الأسرة. يوحد الإصلاح الرعائي لآثار العولمة والنيوليبرالية هذه النساء.
تتغير العولمة باستمرار، ولذلك فهي تجاري الظاهرة المتمثلة بهجرة النساء من الجنوب العالمي إلى البلدان المتقدمة بغية الدخول في مجال الأعمال المنزلية. يؤثر دور الاستئمام عبر الوطني ضمن إطار النيوليبرالية على استغلال المرأة المتمثل في حرمانها من حقوق المواطنة، ويتجسد هذا التأثير في الاستفادة من عمالة المهاجرين مع التقليل من حجم الالتزامات أو إلغائها، سواء أكانت التزامات اجتماعية أم مالية إزاء المجتمع أو الدولة. لا تُجر النساء المهاجرات من دول العالم الثالث من بلدانهن إلى بلدان العالم الأول ذات الاقتصاد المتقدم، بل تُجر من البلدان ذات الاقتصادات المضطربة أو الفاسدة كنتيجة للتوغلات الاستعمارية الغربية، التي تركت خلفها العديد من الأشخاص ليتحرروا من جذورهم وليُجنّدوا ويُرسلوا إلى بلدان أخرى لسد احتياجات العمالة غير الدائمة بينما تمنع المنافسة مع العمال المحليين، لتملأ بذلك الفراغ التنافسي. يُنظر إلى الاستئمام عبر الوطني على أنه تسويةً لكلا الطرفين.